# Långtjärnen (Junsele socken, Ångermanland, 706983-155730)
Långtjärnen är en sjö i Sollefteå kommun i Ångermanland och ingår i Ångermanälvens huvudavrinningsområde. Sjön har en area på 0,103 kvadratkilometer och ligger 262,3 meter över havet.

## Delavrinningsområde
Långtjärnen ingår i det delavrinningsområde (706937-155915) som SMHI kallar för Utloppet av Gärdselet. Medelhöjden är 244 meter över havet och ytan är 33,3 kvadratkilometer. Räknas de 1156 avrinningsområdena uppströms in blir den ackumulerade arean 11 216,37 kvadratkilometer. Avrinningsområdets utflöde Ångermanälven mynnar i havet. Avrinningsområdet består mestadels av skog (71 procent) och sankmarker (11 procent). Avrinningsområdet har 3,42 kvadratkilometer vattenytor vilket ger det en sjöprocent på 10,3 procent.